# Bahattin Hekimoğlu
Bahattin Hekimoğlu (12 de enero de 1989) es un deportista turco que compite en tiro con arco adaptado. Ganó una medalla de bronce en los Juegos Paralímpicos de Tokio 2020, en la prueba individual (clase W1).

## Palmarés internacional
| Juegos Paralímpicos | Juegos Paralímpicos | Juegos Paralímpicos | Juegos Paralímpicos |
| Año                 | Lugar               | Medalla             | Prueba              |
| ------------------- | ------------------- | ------------------- | ------------------- |
| 2020                | Tokio (Japón)       | Medalla de bronce   | Individual W1       |